# Andreas Schwab
Andreas Schwab (ur. 9 kwietnia 1973 w Rottweil) – niemiecki polityk i prawnik, poseł do Parlamentu Europejskiego VI, VII, VIII, IX i X kadencji.

## Życiorys
Ukończył prawo na Uniwersytecie we Fryburgu. Na tej samej uczelni obronił doktorat. Studiował też w Instytucie Nauk Politycznych w Paryżu i na Uniwersytecie Walijskim. Był aplikantem sądowym, urzędnikiem w regionalnym Ministerstwie Kultury, Młodzieży i Sportu, a w 2004 uzyskał uprawnienia adwokata.
Wstąpił do Unii Chrześcijańsko-Demokratycznej. Od początku lat 90. pełnił kierownicze funkcje we władzach powiatowych i regionalnych organizacji młodzieżowej chadeków Junge Union. W 2004 z listy CDU uzyskał mandat deputowanego do Parlamentu Europejskiego. W wyborach w 2009, 2014, 2019 i 2024 skutecznie ubiegał się o reelekcję.